# Ariel Ramírez

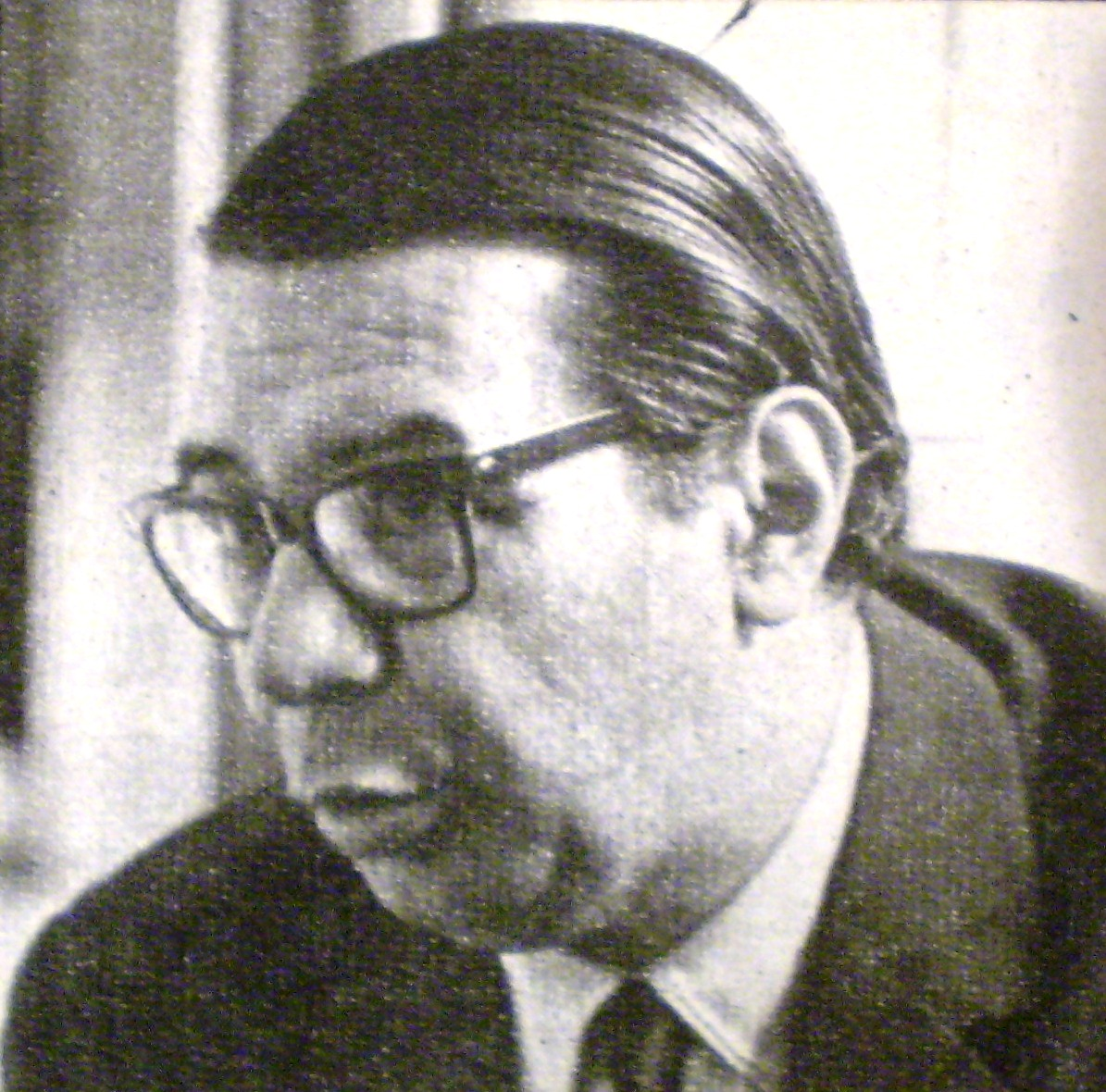
Ariel Ramírez

Ariel Ramírez (* 4. September 1921 in Santa Fe; † 18. Februar 2010 in Monte Grande) war ein argentinischer Komponist.

## Leben
Ramírez lernte schon in jungen Jahren das Klavierspielen. Wie sein Vater wurde er zunächst Lehrer, legte diesen Beruf jedoch bald nieder, um seinem großen Interesse an der indianischen und kreolischen Volksmusik seines Heimatlandes nachzugehen. Auf den Rat des Dichters Atahualpa Yupanqui bereiste er 1941 die Provinzen Tucumán, Salta, Jujuy und Mendoza und lernte in Humahuaca den Musiker und Kenner der nationalen Kultur Justiniano Torres Aparicio kennen.
Seit 1943 trat er als Pianist mit einem immensen Repertoire auf südamerikanischer Folklore beruhender Stücke auf, von denen er 1946 eine Anzahl auf Schallplatte einspielte. Von 1950 bis 1954 hielt er sich in Europa auf (u. a. in Rom, Madrid, Würzburg und in den Niederlanden) 1954 ließ er sich in Bolivien, Uruguay und Peru nieder, im folgenden Jahr kehrte er nach Argentinien zurück, wo er die Compañía de Folklore Ariel Ramírez gründete. Mit dem Ensemble unternahm er 1957 eine Reise durch die Sowjetunion, die Tschechoslowakei und Polen. Daneben vervollkommnete er seine Ausbildung durch Kompositionsstudien bei Erwin Leuchter und Guillermo Graetzer. In den 1960er Jahren erlebte die argentinische Folkloremusik eine Renaissance und Ramírez wurde als einer ihrer Protagonisten wahrgenommen.
1964 entstand sein bekanntestes Werk, die Misa Criolla (Deutsch: „Kreolische Messe“), das er in den Folgejahren in Lateinamerika und 1967 in Deutschland, den Niederlanden, Belgien und der Schweiz aufführte. Daneben komponierte er mehrere Kantaten und andere Vokalwerke, häufig auf Texte des Dichters Félix Luna.
Ramírez war Leiter der Sociedad Argentina de Autores y Compositores und wurde 1988 als erster Lateinamerikaner zum Präsidenten der International Confederation of Authors and Composers Societies (CISAC) gewählt.

## Werke
- La tristecita, Zamba, 1945
- Agua y sol del Paraná
- Misa Criolla, Chormesse, 1964
- Navidad Nuestra, 1964
- Navidad en Verano, 1964
- Los caudillos, Kantate, 1965
- Mujeres argentinas, Kantate, 1969
- Cantata sudamericana, Kantate, 1972
- Tríptico mocoví, 1980
- La hermanita perdida, 1980
- Misa por la paz y la justicia (nach Texten des Papstes Johannes Paul II.), 1980
- Alfonsina y el mar, 2005